# Paramesotriton caudopunctatus
Espèce
Synonymes
- Trituroides caudopunctatus Liu & Hu in Hu, Zhao & Liu, 1973
- Paramesotriton caudomaculatus Seidel, 1981

Statut de conservation UICN

 NT  : Quasi menacé
Paramesotriton caudopunctatus est une espèce d'urodèles de la famille des Salamandridae.

## Répartition
Cette espèce est endémique de République populaire de Chine. Elle se rencontre de 500 à 1 800 m d'altitude dans le sud-ouest du Hunan et dans le nord-est du Guangxi.

## Publication originale
- Hu, Zhao & Liu, 1973 : A survey of amphibians and reptiles in Kweichow province, including a herpetofaunal analysis. Acta Zoologica Sinica, vol. 19, p. 149-181.